# Herbert Janssen
Pour les articles homonymes, voir Janssen.
Herbert Janssen, né le 22 septembre 1895 à Cologne et mort le 3 juin 1965 à New York, est un baryton américain d'origine allemande.

## Biographie
Herbert Janssen fait ses études à Cologne en Allemagne, avant de travailler avec Oskar Daniel à Berlin. Il fait ses débuts dans Der Schatzgräber de Franz Schreker au Staatsoper Unter den Linden.
Sa carrière dure jusqu'en 1938, en faisant des apparitions au Covent Garden de Londres ainsi qu'au festival de Bayreuth entre 1926-1939. Il excelle dans les rôles d'Amfortas, du Hollandais, de Günther, de Kurwenal et de Wolfram. Il fait ses débuts aux États-Unis avec la troupe du Metropolitan Opera à Philadelphie le 24 janvier 1939 dans le rôle de Wotan dans Siegfried. Il chante ensuite le rôle de Wolfram à New York le 28 janvier 1939. Il obtient la nationalité américaine en 1946. Il reste ensuite au Metropolitan Opera jusqu'en 1952. Il se consacre ensuite à la pédagogie jusqu'à la fin de sa vie.
Il a notamment été portraitisé par Kothner, ce qui a notamment contribué à sa popularité.